# وانا (اورگن)
وانا (به انگلیسی: Wauna) یک منطقهٔ مسکونی در ایالات متحده آمریکا است که در شهرستان کلتساپ واقع شده‌است.